# UFC Live: Cruz vs. Johnson
UFC Live: Cruz vs. Johnson è stato un evento di arti marziali miste tenuto dalla Ultimate Fighting Championship il 1º ottobre 2011 al Verizon Center di Washington D.C., Stati Uniti.

## Retroscena
Era in programma una sfida tra i pesi mediomassimi Fabio Maldonado e Aaron Rosa, ma Maldonado s'infortunò e non fu possibile trovare un sostituto in tempo.
Mike Easton avrebbe dovuto affrontare Jeff Hougland, ma quest'ultimo era indisponibile e venne rimpiazzato dall'esordiente Byron Bloodworth, che fallì il peso.
Fu l'ultimo evento della Zuffa ad essere trasmesso sul canale televisivo sportivo Versus, in quanto l'organizzazione di arti marziali miste successivamente trovò un accordo con Fox.

## Risultati

### Card preliminare
- Incontro categoria Pesi Gallo:  Walel Watson contro  Joseph Sandoval

Watson sconfisse Sandoval per KO Tecnico (pugni) a 1:17 del primo round.
- Incontro categoria Pesi Welter:  Josh Neer contro  Keith Wisniewski

Neer sconfisse Wisniewski per KO Tecnico (stop medico) a 5:00 del secondo round.
- Incontro categoria Pesi Leggeri:  Shane Roller contro  TJ Grant

Grant sconfisse Roller per sottomissione (armbar) a 2:12 del terzo round.
- Incontro categoria Catchweight:  Mike Easton contro  Byron Bloodworth

Easton sconfisse Bloodworth per KO Tecnico (ginocchiate e pugni) a 4:52 del secondo round.
- Incontro categoria Pesi Leggeri:  Michael Johnson contro  Paul Sass

Sass sconfisse Johnson per sottomissione (heel hook) a 3:00 del primo round.
- Incontro categoria Pesi Leggeri:  Yves Edwards contro  Rafaello Oliveira

Edwards sconfisse Oliveira per KO Tecnico (calcio alla testa e pugni) a 2:44 del secondo round.

### Card principale
- Incontro categoria Pesi Leggeri:  Matt Wiman contro  Mac Danzig

Wiman sconfisse Danzig per decisione unanime (29–28, 29–28, 29–28).
- Incontro categoria Pesi Welter:  Anthony Johnson contro  Charlie Brenneman

Johnson sconfisse Brenneman per KO Tecnico (calcio alla testa) a 2:49 del primo round.
- Incontro categoria Pesi Massimi:  Pat Barry contro  Stefan Struve

Struve sconfisse Barry per sottomissione (armbar triangolare) a 3:22 del secondo round.
- Incontro per il titolo dei Pesi Gallo:  Dominick Cruz (c) contro  Demetrious Johnson

Cruz sconfisse Johnson per decisione unanime (50–45, 49–46, 50–45) mantenendo il titolo dei pesi gallo.

## Premi
Ai vincitori sono stati assegnati 65.000$ per i seguenti premi:
- Fight of the Night:  Matt Wiman contro  Mac Danzig
- Knockout of the Night:  Anthony Johnson
- Submission of the Night:  Stefan Struve